# Pacific (rodiggio)

Schema del rodiggio Pacific, orientato da sinistra a destra.

Nella tecnica delle ferrovie si definisce Pacific il rodiggio di un veicolo (nella maggior parte dei casi una locomotiva a vapore) avente un solo telaio al quale sono connesse due sale di guida anteriori, tre sale motrici intermedie e una sala di guida posteriore. Le tre sale centrali sono motrici. Le due sale di guida anteriori e quella di guida posteriore costituiscono altrettanti carrelli, incernierati al telaio, e hanno anche il compito di distribuire alle estremità della macchina parte del suo peso.
Il rodiggio Pacific (denominato anche Karoo nel caso di alcune locomotive del Sudafrica) fu introdotto nel 1901 e raggiunse la sua massima popolarità nel corso del Novecento, essendo stato utilizzato prevalentemente nei tipi costruttivi destinati alla trazione di treni viaggiatori rapidi e di grande prestigio.
Le rappresentazioni del rodiggio Pacific, secondo le varie notazioni in uso, sono:
- 2-3-1 secondo la notazione FS e russa
- 231 secondo la notazione francese e spagnola)
- 4-6-2 secondo la notazione Whyte
- 2C1 secondo la notazione dell'UIC (conosciuta anche come notazione tedesca), specificata anche come 2′C′1′ o 2′C1′ a seconda del modo in cui i carrelli sono connessi al telaio
- 36 secondo la notazione turca
- 3/6 secondo la notazione svizzera

L'ultima locomotiva a vapore con rodiggio Pacific costruita è la 60163 "Tornado" dell'A1 Steam locomotive Trust, che è entrata in servizio nel 2008.

## Generalità
L'introduzione del rodiggio Pacific, nel 1901, fu considerata come "una vera e propria pietra miliare nel progresso della locomotiva".
In molte ferrovie in tutto il mondo le locomotive a vapore Pacific hanno fornito la trazione per i treni passeggeri espressi per tutta la prima metà del Novecento, prima di essere sostituite da tipi di maggiori dimensioni alla fine degli anni quaranta, o dalle locomotive elettriche o Diesel-elettriche a partire dagli anni cinquanta. Tuttavia, locomotive a vapore di rodiggio Pacific hanno continuato a essere costruite fino alla metà degli anni cinquanta.
Il tipo è generalmente considerato come un allungamento del rodiggio Atlantic, anche se il prototipo era in rapporto diretto con i tipi Ten-wheeler e Prairie, dei quali è effettivamente una combinazione. Il successo del tipo Pacific può essere attribuito a una combinazione del suo carrello anteriore che, avendo due sale, forniva una migliore stabilità durante la marcia ad alta velocità di quanto possibile col rodiggio Prairie; della presenza di tre sale motrici centrali, che permisero l'utilizzazione di caldaie più grandi e quindi di uno sforzo di trazione maggiore rispetto al precedente rodiggio Atlantic; e il carrello posteriore con una sala, usato dapprima in Nuova Zelanda con le locomotive del tipo Prairie del 1885, che permise che il forno potesse essere collocato dietro la sala motrice posteriore senza dovere sottostare alla conseguente limitazione di larghezza causata dalla presenza delle ruote, mentre il rodiggio Ten-wheeler implicava un forno stretto e profondo se collocato tra le ruote motrici o uno ampio ma poco profondo se posto al di sopra di esse.
Le prime (ed uniche) locomotive Pacific italiane sono state le FS 690, 33 macchine successivamente trasformate in gruppo 691 nel 1929. Furono impiegate sulle linee Milano-Venezia e Milano-Bologna e potevano filare a 130 km/h. Erano grandi quasi quanto le famose K4 della Pennsylvania Railroad.